# Į̀
À ne pas confondre avec la lettre latine i sans point accent grave ogonek ‹ Į̀, ı̨̀ ›.
Į̀ (minuscule : į̀), appelé I accent grave ogonek, est une lettre latine utilisée dans l’écriture du han, du kaska, du navajo, du winnebago.
Il s’agit de la lettre I diacritée d’un accent grave et d’un ogonek. Elle ne doit pas être confondue avec la lettre i sans point accent grave ogonek ‹ Į̀, ı̨̀ ›.

## Représentations informatiques
Le I accent grave ogonek peut être représenté avec les caractères Unicode suivants : 
- composé et normalisé NFC (latin étendu A, diacritiques)[1],[2] :

| formes    | représentations | chaînes de caractères | points de code | descriptions                                              |
| --------- | --------------- | --------------------- | -------------- | --------------------------------------------------------- |
| capitale  | Į̀               | Į◌̀                    | U+012E U+0300  | lettre majuscule latine i ogonek diacritique accent grave |
| minuscule | į̀               | į◌̀                    | U+012F U+0300  | lettre minuscule latine i ogonek diacritique accent grave |

- décomposé et normalisé NFD (latin de base, diacritiques) :

| formes    | représentations | chaînes de caractères | points de code       | descriptions                                                          |
| --------- | --------------- | --------------------- | -------------------- | --------------------------------------------------------------------- |
| capitale  | Į̀               | I◌̨◌̀                   | U+0049 U+0328 U+0300 | lettre majuscule latine i diacritique ogonek diacritique accent grave |
| minuscule | į̀               | i◌̨◌̀                   | U+0069 U+0328 U+0300 | lettre minuscule latine i diacritique ogonek diacritique accent grave |